# Fady
Fady (Malagasy fady oder paly) sind Verbote (Tabus) auf Madagaskar, die das tägliche Leben der Madagassen regeln. Sie gibt es für alle Lebensbereiche. Die fady entstehen im familiären Bereich einer Dorfgemeinschaft und haben den Rang eines religiösen Gebotes.

## Etymologie
Das Wort fady ist verwandt mit dem indonesischen Wort pali oder padi und entspricht dem aus der polynesischen Sprache bekannten Wort tabu.

## Bedeutung
Es gibt fady, die jedes Mitglied eines Dorfes beachten muss, und solche, die nur für die Frauen oder nur für die Männer gelten. Andere wiederum sind auf eine Familie oder nur eine einzelne Person beschränkt.
Die fady legen das Leben auf allen Ebenen fest: die elterliche Autorität, Schicksalsfragen, Verbote, die den Verzehr von Tieren und Pflanzen betreffen, die Gründung eines Hauses, eine Beerdigung und die Umwendung der Toten. Nur das älteste Mitglied einer sozialen Gruppe hat das Recht und die Pflicht, neue fady auszusprechen und alte aufzuheben, wenn dies zur Erhaltung des Lebens notwendig ist. Für die Sakalava ist die bei der rituellen Verehrung der königlichen Ahnen verwendete große Bechertrommel bekiviro mit zahlreichen fady belegt.

Oft ist die Verletzung eines Tabus für einen Madagassen schlimmer als der Tod, was durch ein madagassisches Sprichwort belegt wird: 

„Ich würde lieber sterben, als etwas zu essen, das fady ist“

Für Besucher des Landes ist es wichtig zu wissen und zu respektieren, dass es viele Verbote gibt, die zum Beispiel die zahlreichen Gräber der Insel, aber auch manche nicht sofort als solche erkennbare und noch heute verehrte Naturheiligtümer (Bäume, Teiche) betreffen.